# GP Gorenjska
De GP Gorenjska is een Sloveense wielerwedstrijd die als eendagswedstrijd wordt verreden. In 2021 werd de wedstrijd verreden onder de naam GP Slovenia. Sinds 2022 wordt de wedstrijd verreden onder de huidige naam in de gelijknamige statistische regio; Gorenjska.
De wedstrijd is zijn oprichting in 2021 onderdeel van de UCI Europe Tour.

## Lijst van winnaars

### Overwinningen per land
| Overwinningen | Land            |
| ------------- | --------------- |
| 2             | Italië          |
| 1             | Polen, Tsjechië |